# زبان‌های ایرانی جنوب غربی
زبان‌های ایرانی جنوب غربی زیرگروه جنوبی زبان‌های ایرانی غربی هستند. فارسی، لری و لارستانی (اَچُمی) از شناخته‌شده‌ترین زبان‌های این خانواده هستند.
در زبان‌های ایرانی غربی، آن دسته از زبان‌ها و گویش‌هایی که در تمام تحولات آوایی اصلی (مثل تبدیل ج ایرانی باستان به ز یا تبدیل ز ایرانی باستان به د) مانند فارسی را جزء گروه جنوب‌غربی می‌شمرند و بقیه را جزء گروه شمال‌غربی قرار می‌دهند. این تقسیم‌بندی متقارن نیست و مطابق این تعریف میزانِ تنوع آوایی در زیرشاخهٔ شمال‌غربی بیشتر است، چون به یک اندازه دچار تغییر و تحول نشده‌اند و در برخی، این تفاوت با فارسی بیشتر است و در برخی دیگر کمتر؛ مثلاً، تفاوت‌های آوایی کرمانجی با فارسی زیادتر است و در گورانی یا در گویش‌های قدیمی نطنز و نایین این تفاوت‌ها کمتر است. گاه برخی از تحولات آوایی زیرشاخهٔ جنوب‌غربی نیز در برخی از گویش‌های شمال‌غربی دیده می‌شود، اما با این حال، آن را از زیرشاخهٔ شمال‌غربی می‌شمرند، چون همهٔ تحولات آوایی را در خود نشان نمی‌دهد.

## زبان‌ها
- زبان‌های ایرانی باستان
- پارسی باستان
- زبان‌های ایرانی میانه
  - ایرانی میانه غربی
    - شمالی (شامل زبان پارتی)
    - جنوب غربی (شامل پارسی میانه - پهلوی ساسانی-پارسیگ)
      - گرمسیری[۲]
        - گرمسیری مرکزی و غربی:
          - گروه بندرعباسی: بندری، خمیری، لنگه ای، کنگی، فینی، سورویی (سوروچی)، چهوازی، اشمی
          - گروه مینویی: مینابی، هرمزی، بند زرکی، شهری
          - گروه اچمی: لاری، اوزی، بستکی، گراشی، خنجی، کوخردی، بیخی، بیدشهری، اَرَدی و فداغی
          - گروه کشمی: کشمی (قشمی، جزیرتی)، هَنگامی
          - گروه کمزاری: کمزاری (لارکی)
          - گِلَنگی (گلنگلی)
          - لوتی (کولی، لولی یا پهلوونی هرمزگان)

        - گرمسیری شرقی:
          - گروه بشاگردی جنوب: بشاگردی (بشاگردی جنوبی یا بشکردی یا گال ملکی)، هَشبَنی (هشت‌بندی چی)
          - گروه رودباری: رودباری (هلیل‌رود)، گال مرزی (بشاگردی شمالی)، کهنوجی
          - گروه رودانی: رودانی، رودخونه ای، جغینی (جگینی)
          - گروه جیرفتی: جیرفتی
          - مُحْمِدی (مهملی)
          - کورتا (کُرتَه)

        - گرمسیری شمالی:
          - حاجی‌آبادی

      - زبان کازرونی قدیم †
      - زبان لری
        - لری شمالی:خرم‌آبادی، بروجردی، شوهانی، هندمینی، بالاگریوه ایی، کوهدشتی/رومشکانی، چگنی، سیلاخوری، تویسرکانی، ملایری، شازندی، اورزمانی، بیرانوندی، نهاوندی
        - لری بختیاری:لری رامهرمزی، لری گاپله ایی
        - لری جنوبی:بویراحمدی، بهمئی، کامفیروزی، ممسنی، شولی، حیات داوودی، لیراوی، هندیجانی،ماهشهری، دیلمی، دشستانی

      - کهمره‌ای
      - بهبهانی
      - تاتی قفقاز
        - ارزی‌کش-داغ قوشچو
        - لاهیج
        - بالاخانی
        - شابران
        - قزل‌گزمه
        - قوناق‌کند
        - آبشرون
        - سوراخانی
        - تاتی شمالی
        - ملهم
        - قوبا[۳]

      - فارسی نو (فارسی-فارسیک)
        - شرقی (دری)
          - هزارگی

        - فرارودی (تاجیکی)
        - غربی (ایرانی)
          - تهرانی
          - شیرازی
          - اصفهانی
          - بوشهری

        - گویش‌های فارسی دیگر...